# Karol Mets
Karol Mets (ur. 16 maja 1993 w Viljandi) – estoński piłkarz występujący na pozycji obrońcy, od 2023 w klubie FC St. Pauli. Od 2013 reprezentant Estonii.

## Kariera klubowa
Wychowanek klubu Viljandi JK Tulevik z rodzinnego miasta Viljandi. W latach 2009–2010 występował w zespole rezerw tego klubu. W rundzie jesiennej sezonu 2010 wypożyczono go do Valga FC Warrior (Esiliiga), gdzie w 4 spotkaniach zdobył 1 bramkę.
Przed sezonem 2011 decyzją trenera Martina Reima sprowadzono go do Tallinna FC Flora. 1 marca 2011 rozegrał pierwszy oficjalny mecz dla Flory w wygranym po serii rzutów karnych spotkaniu o Superpuchar Estonii z Tallinna FC Levadia. 2 kwietnia 2011 zadebiutował w Meistriliidze w wygranym 1:0 meczu przeciwko FC Kuressaare. Łącznie rozegrał dla tego klubu 115 ligowych spotkań i wywalczył tytuł mistrzowski w sezonie 2011, dwukrotnie Puchar (2010/11, 2012/13) i dwukrotnie Superpuchar Estonii (2011, 2012). W latach 2012–2013 odbył testy w FC København, FC Midtjylland oraz Brescia Calcio, jednak żaden z tych klubów nie zdecydował się go zatrudnić. W listopadzie 2014 roku nominowano go do tytułu piłkarza roku w Estonii i przyznano wyróżnienie dla najlepszego młodzieżowego zawodnika 2014.
W grudniu 2014 roku Mets podpisał trzyletnią umowę z norweskim Viking FK.
6 kwietnia 2015 zadebiutował w Tippeligaen w przegranym 0:1 meczu z Mjøndalen IF. Przez kolejne 2,5 roku występował regularnie w podstawowym składzie i zaliczył ogółem 72 mecze w norweskiej ekstraklasie. Latem 2017 roku przeniósł się do NAC Breda. 12 sierpnia zadebiutował w Eredivisie w przegranym 1:4 spotkaniu przeciwko SBV Vitesse. W sezonie 2017/18 zaliczył on 25 ligowych występów, natomiast w rozgrywkach 2018/19 rozegrał 15 meczów i zdobył bramkę przeciwko De Graafschap. W marcu 2019 roku poprosił władze klubu o zgodę na transfer do AIK Fotboll i podpisał z tym klubem trzyletni kontrakt. 31 marca rozegrał pierwszy mecz w Allsvenskan z Östersunds FK, zakończony bezbramkowym remisem.

## Kariera reprezentacyjna

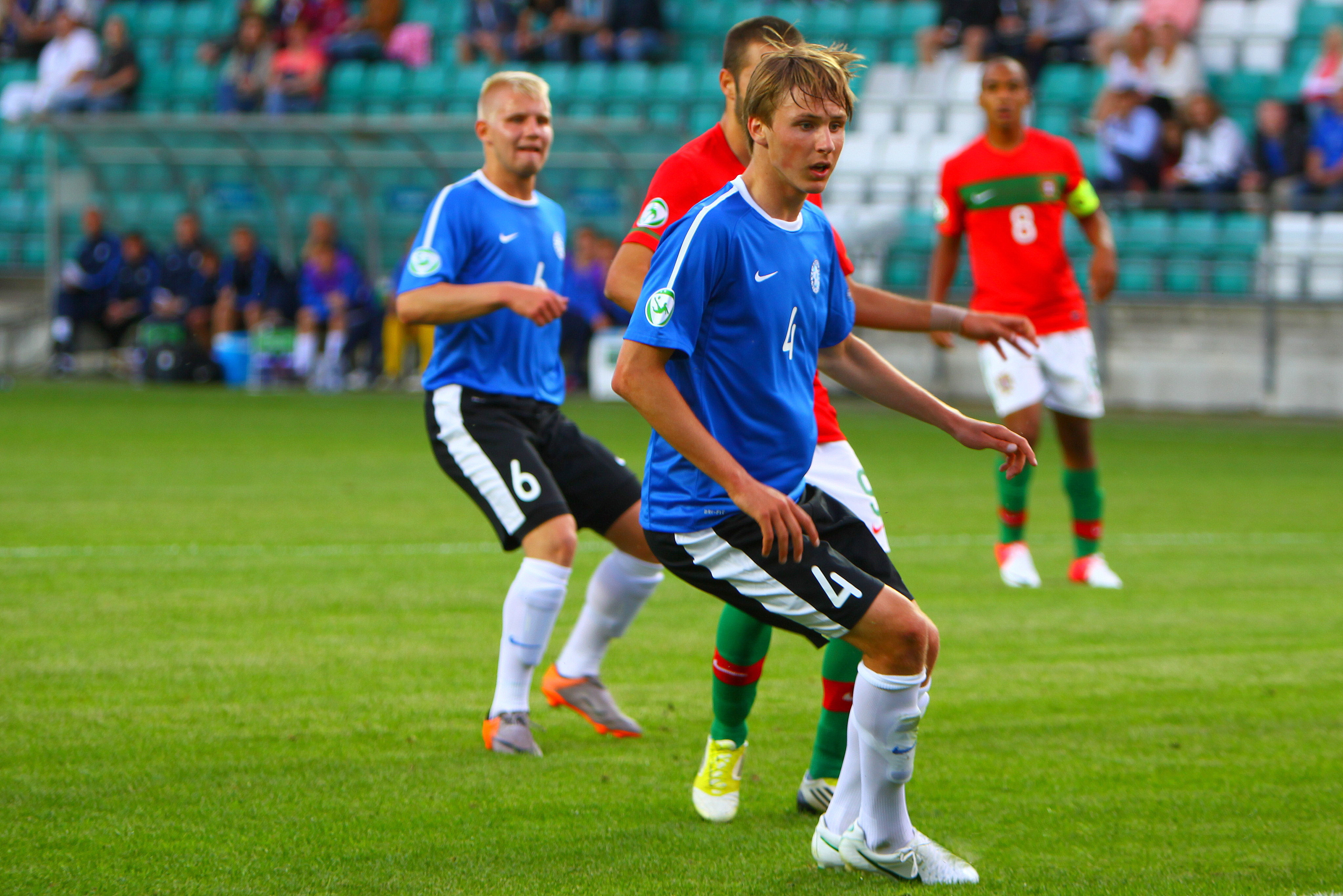
Karol Mets podczas gry dla reprezentacji Estonii U-19

Mets występował w juniorskich i młodzieżowych reprezentacjach Estonii w kategorii U-15, U-17, U-18, U-19 oraz U-21, dla których łącznie rozegrał 62 mecze. W 2012 roku został powołany przez Arno Pijpersa na Mistrzostwa Europy U-19. Wystąpił we wszystkich 3 spotkaniach w fazie grupowej, które zakończyły się porażkami Estonii i w efekcie odpadnięciem z dalszej rywalizacji.
W listopadzie 2013 roku otrzymał od Tarmo Rüütliego pierwsze powołanie do seniorskiej reprezentacji Estonii. 19 listopada zadebiutował w towarzyskim meczu przeciwko Liechtensteinowi w Vaduz (3:0). 21 marca 2024 wystąpił w półfinale baraży o awans do Mistrzostw Europy 2024 przeciwko Polsce, w tym przegranym 1:5 meczu zdobył gola samobójczego.

## Sukcesy

### Zespołowe
Tallinna FC Flora
- mistrzostwo Estonii: 2011
- Puchar Estonii: 2010/11, 2012/13
- Superpuchar Estonii: 2011, 2012

### Indywidualne
- młodzieżowy piłkarz roku w Estonii: 2014